# Tulancingo
Tulancingo de Bravo est une ville du Mexique située à 120 kilomètres de Mexico. De climat tempéré, elle est la seconde localité en importance de l'État d'Hidalgo. Au recensement de 2005, la ville compte 96 538 habitants et la municipalité 129 935, la majorité de langue espagnole avec quelques ethnies indigènes de langue tepehua, otomí ou náhuatl.

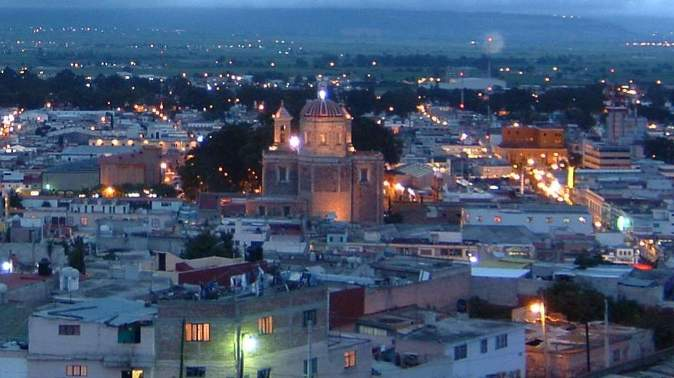
Une vue nocturne de Tulancingo, depuis le Cerro del Tezontle

## Toponymie
Le nom de la ville provient du náhuatl, tollan-tzinco signifiant « la petite tulle ». Le nom Bravo fut ajouté en l'honneur de Nicolás Bravo, ancien président du Mexique.

## Personnalités liées à la ville
- Nicolás Bravo, président du Mexique
- Manuel Fernando Soto, qui aida Benito Juárez à rédiger les Lois de Réforme en 1857
- Rodolfo Guzmán Huerta « El Santo », lutteur, acteur et héros populaire à qui un musée est consacré dans la ville

## Tourisme et culture
La fête principale de la ville est le Jour de Notre-Dame-des-Anges ((es) Día de Nuestra Señora de los Ángeles), fête religieuse célébrée chaque 2 août.
Il existe un musée consacré au personnage El Santo, el Enmascarado de Plata, né à Tulancingo.
Tulancingo est un berceau d'écrivains, de peintres, de sculpteurs, de musiciens et de nombreux artistes. Tout au long de l'année se succèdent des expositions, festivals culturels et représentations.